# Nemeskolta
Nemeskolta é um município da Hungria, situado no condado de Vas. Tem 7,34 km² de área e sua população em 2015 foi estimada em 346 habitantes.